# 阿尔苏博罗特
阿尔苏博罗特（?—?），又作我折黄台吉等，孛儿只斤氏，达延汗第四子，母为满都海哈屯。
达延汗统一东部蒙古后，他被授予多伦土默特部。多伦土默特属于右翼土默特万户，又称多罗土蛮、七鄂托克土默特，与蒙古贞（蒙古勒津）合称“满官嗔-土默特部”。驻在山西偏关边外河套地区，死后部落由其二子不只吉儿台吉、五乎囊台吉继承，部落西迁。